# Antoinette de Chabannes
Antoinette de Chabannes, morte le 30 juin 1519, est une dame noble, dame de Saint-Fargeau et de la Puisaye.

## Biographie

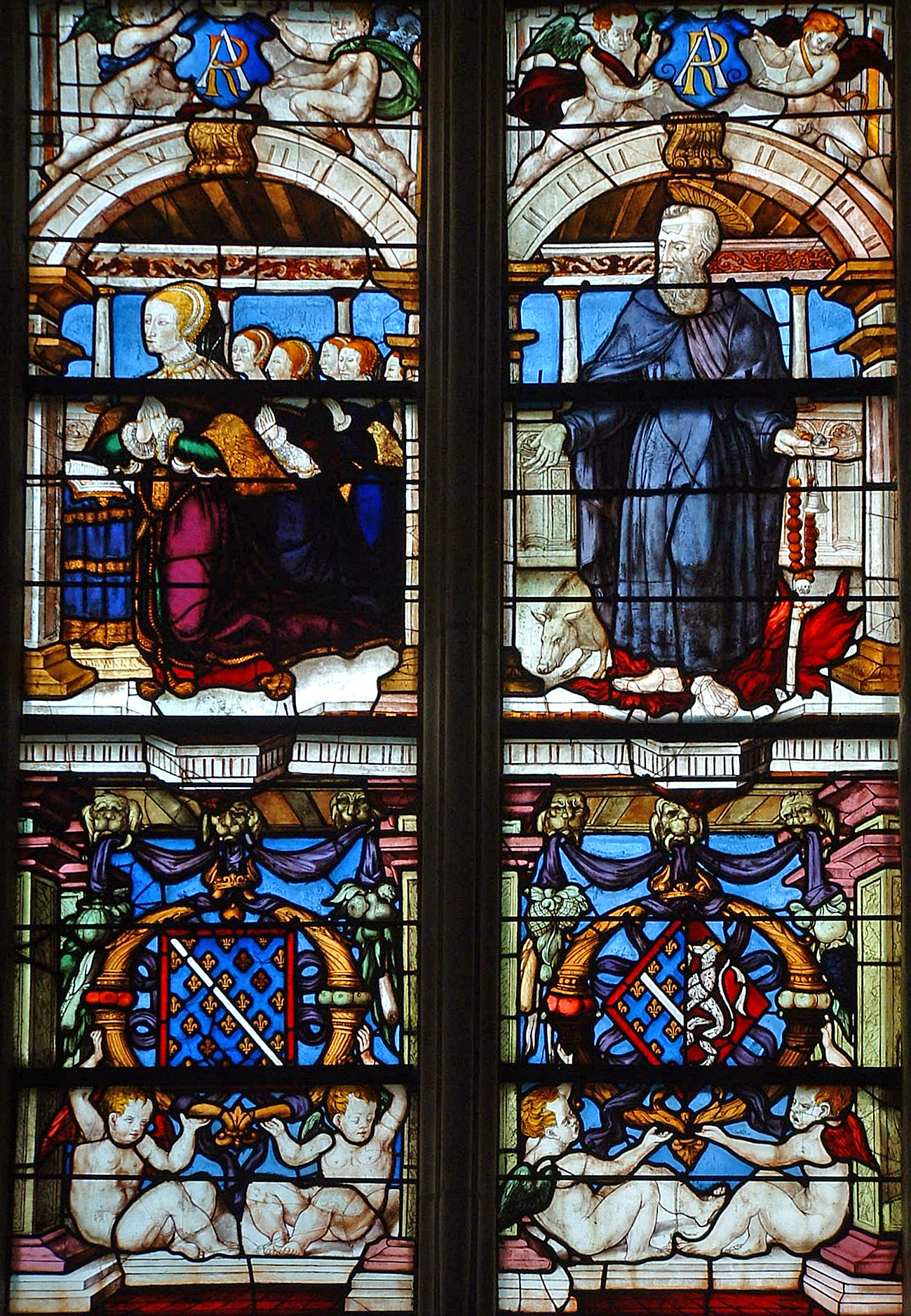
Chapelle d'Anjou de l'église Sainte-Marie-Madeleine de Mézières-en-Brenne. Vitrail figurant à gauche Antoinette de Chabannes et ses quatre filles, et à droite saint Antoine.

Antoinette de Chabannes, née en 1498, est la fille aînée de Jean de Chabannes, comte de Dammartin et seigneur de Saint-Fargeau, et de Suzanne de Bourbon-Roussillon,,.
Antoinette de Chabannes est dame de Saint-Fargeau et de la Puisaye,,. Elle épouse en 1506 René d'Anjou-Mézières,  baron de Mézières-en-Brenne, né le 5 octobre 1483 à Mézières-en-Brenne fils benjamin et héritier de Louis d'Anjou-Mézières et de son épouse Anne de La Trémoille,,,.
Antoinette de Chabannes et Louis d'Anjou-Mézières ont six enfants :
- Louis, abbé de Pontlevoy jusqu'en 1540, puis abbé de Nesle-la-Reposte[2],[7],[4] ;
- Nicolas, né le 29 septembre 1518, comte de Saint-Fargeau et marquis de Mézières, qui continue la famille[2],[7],[4] ;
- Françoise, mort sans alliance[2],[7],[4] ;
- Françoise, comtesse de Dammartin et dame de Courtenay, épouse le 6 novembre 1516 Philippe de Boulainvilliers, mort en 1537, puis le 9 octobre 1538 Jean III de Rambures[8],[7],[4] ;
- Renée, épouse de Hector de Bourbon vicomte de Lavedan, mort à la bataille de Pavie puis de Gabriel-Olivier Baraton, seigneur de La Roche[8],[7],[4] ;
- Antoinette, morte avant 1539, épouse de Jean de Bourbon vicomte de Lavedan, mort en 1549, frère d'Hector ci-dessus[8],[7],[4].

Antoinette de Chabannes est représentée sur un vitrail d'une fenêtre de la chapelle d'Anjou de l'église Sainte-Marie-Madeleine de Mézières-en-Brenne, érigée au XVIe siècle par son fils Nicolas. Sur une des fenêtres Sud, elle est représentée en prière avec ses quatre filles derrière elle, présentés par saint Antoine,.
Elle meurt le 30 juin 1519.